# Wüsten-Buschratte
Die Wüsten-Buschratte (Neotoma lepida) ist ein Nagetier in der Gattung der Amerikanischen Buschratten, das im Westen Nordamerikas vorkommt.

## Merkmale
Die Art erreicht eine Gesamtlänge von 225 bis 383 mm, inklusive eines 95 bis 185 mm langen Schwanzes, sowie ein Gewicht von 100 bis 190 g. Die Länge der Hinterfüße beträgt 28 bis 41 mm und die Ohren sind 23 bis 25 mm lang. Das Fell der Wüsten-Buschratte hat eine graue Grundfarbe mit unterschiedlichen Variationen zwischen den verschiedenen Populationen. Im Unterschied zur Weißkehl-Buschratte (Neotoma albigula) besitzen die Haare an der Kehle eine dunkle Basis. Das Haarkleid des Schwanzes ist offen, obwohl es sehr dicht erscheint. Der Schwanz ist oberseits dunkelgrau und an der Unterseite hellgrau. Die Wüsten-Buschratte hat weiße Haare auf der Oberseite der Füße. Ein weiteres Merkmal ist der lange und dünne Penisknochen bei Männchen.

## Verbreitung
Das Verbreitungsgebiet reicht vom südlichen Oregon und südwestlichen Idaho sowie vom westlichen Colorado über Utah und Nevada bis zum westlichen Arizona, Kalifornien und zur mexikanischen Halbinsel Niederkalifornien. Wie der deutsche Name andeutet, kann die Art hauptsächlich in Wüsten wie der Colorado-Wüste, der Mojave-Wüste und der Trockenlandschaft des Großen Beckens angetroffen werden. Die spärliche Vegetation besteht meist aus Büschen wie Artemisia californica, Salvia mellifera, Weißer Salbei, Eriogonum fasciculatum, Heteromeles arbutifolia oder Rhus integrifolia. Weiterhin kommen Sukkulenten wie Opuntien und Palmlilien vor.

## Lebensweise

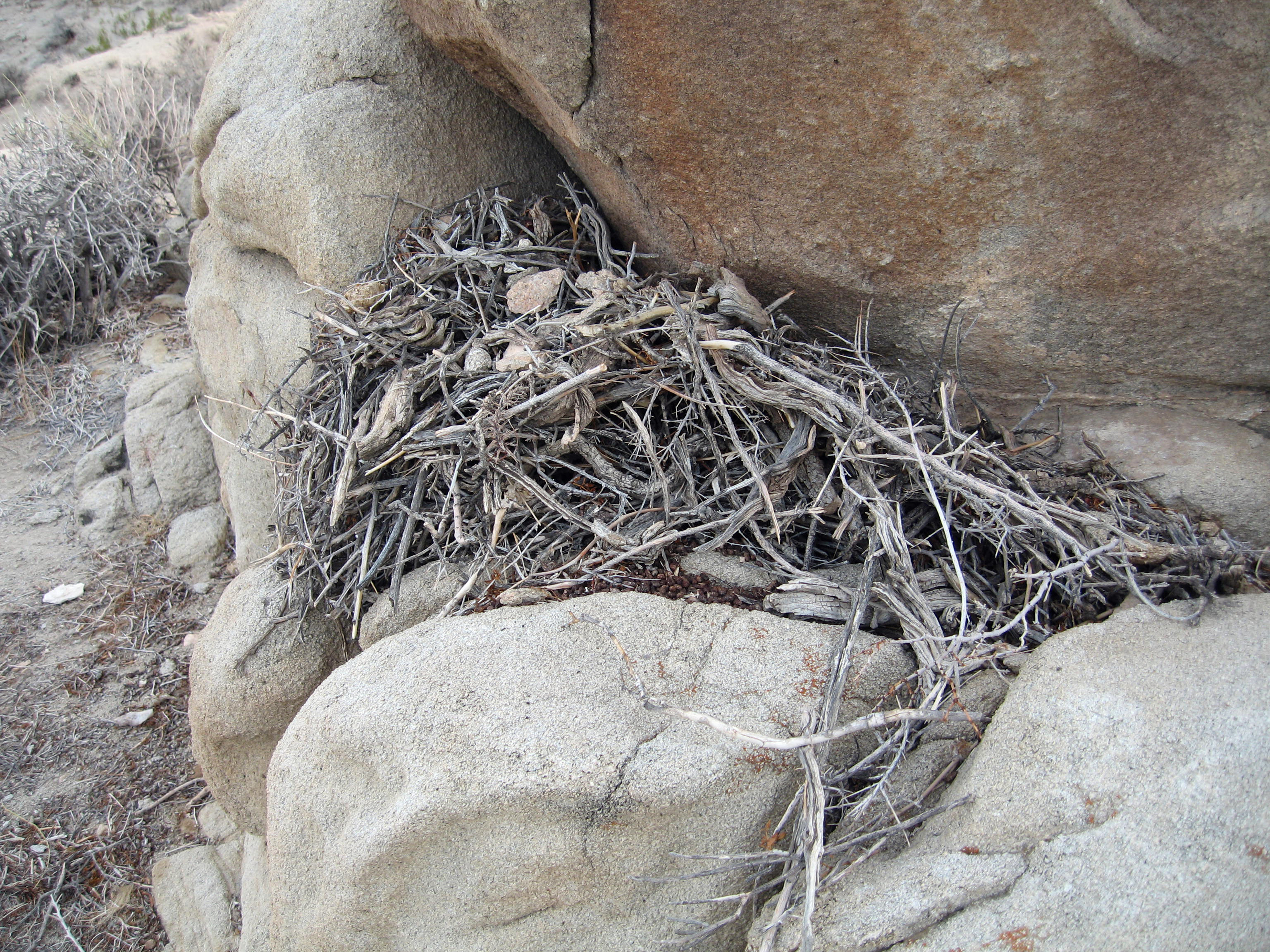
Nest einer Wüsten-Buschratte

Die Wüsten-Buschratte legt ihr Nest in den genannten Pflanzen oder in Felsspalten an. Sie ist vorwiegend nachtaktiv und gelegentlich dämmerungsaktiv. Das Nest wird aus Zweigen, anderen Holzsplittern, Teilen von Kakteen und Steinchen gebaut. Es dient als Ruheplatz, als Vorratslager sowie als Schutz vor Feinden. Oft teilt die Wüsten-Buschratte ihr Revier mit anderen Buschratten, wie der Weißkehl-Buschratte oder der Mexikanischen Buschratte (Neotoma mexicana). Die Nahrung besteht unter anderem aus frischen Trieben und Blättern, Kaktusfrüchten, Samen und Pflanzen der Gattung Meerträubel sowie der Gattung Tragant. Die benötigte Flüssigkeit kommt vorwiegend von Sukkulenten.
Mit Abweichungen abhängig von der geografischen Verbreitung reicht die Fortpflanzungszeit von Oktober bis Mai. Bei Weibchen sind bis zu fünf Würfe pro Jahr möglich, wobei zwei am häufigsten vorkommen. Nach 30 bis 36 Tagen Trächtigkeit werden bis zu fünf Nachkommen geboren. Bei Würfen mit zwei Jungtieren werden diese etwa 21 Tage gesäugt, wobei die Säugungsdauer bei vier Nachkommen auf etwa 36 Tage ansteigt. Weibchen entwickeln nach etwa drei Monaten ein Paarungsverhalten.

## Bedrohung
Für den Gesamtbestand liegen keine Bedrohungen vor. Mehrere abgeschiedene Populationen auf kleinen mexikanischen Inseln sind jedoch ausgestorben. Die noch vorhandenen Bestände auf anderen kleinen Inseln sind durch Landschaftsveränderungen oder durch eingeführte Feinde wie Hauskatzen bedroht. Die IUCN listet die Wüsten-Buschratte als nicht gefährdet (Least Concern).